# 제퍼슨 민주주의

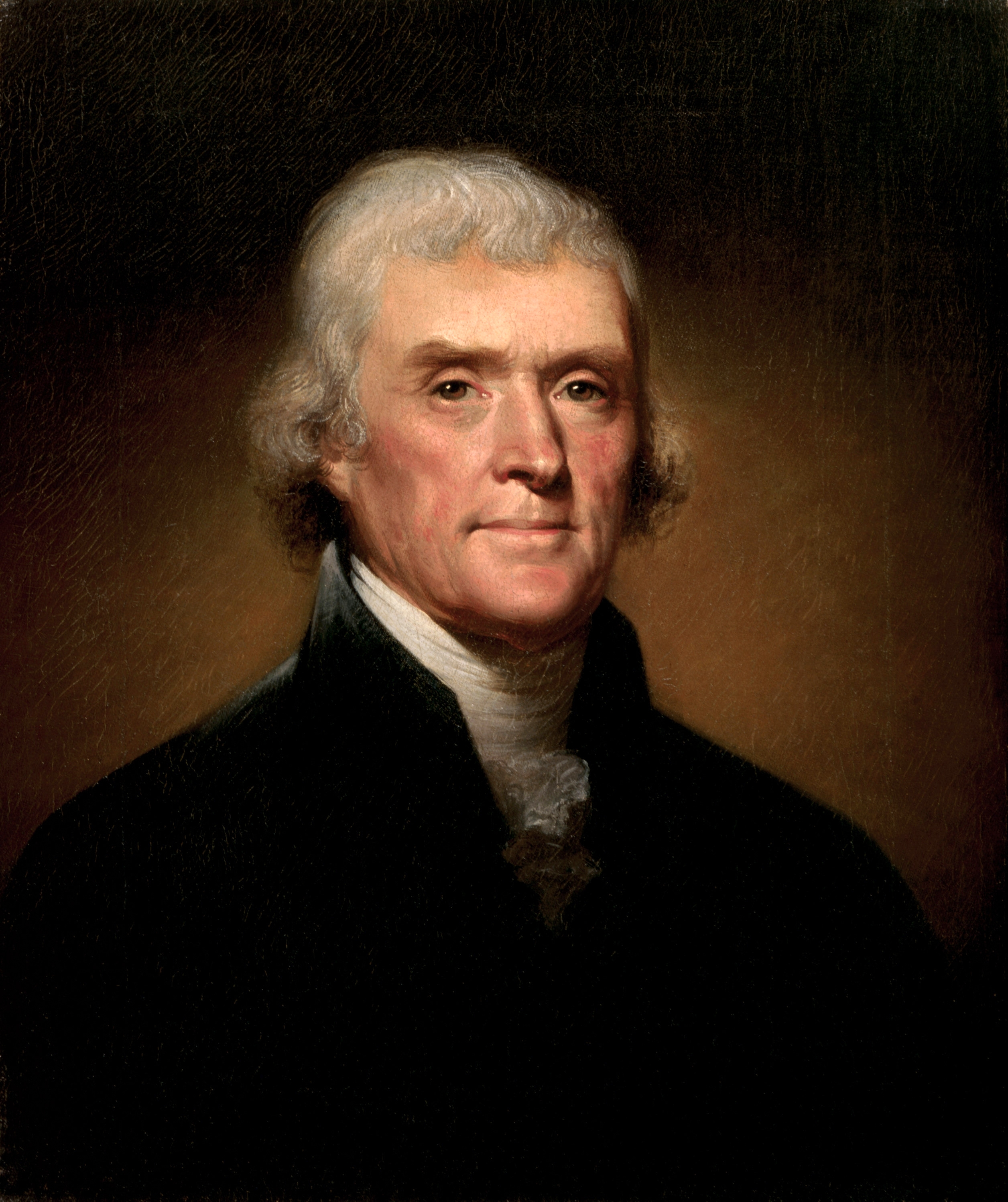
1800년 렘브란트 필이 그린 토머스 제퍼슨의 초상화

제퍼슨 민주주의(영어: Jeffersonian democracy)는 옹호자인 토머스 제퍼슨의 이름을 따서 명명되었으며, 1790년대부터 1820년대까지 미국의 두 가지 주요 정치 사상 및 운동 중 하나였다. 제퍼슨주의자들은 미국의 공화주의에 깊이 헌신했는데, 이는 그들이 엘리트주의로 간주하는 것에 대한 반대, 부정부패에 대한 반대, 그리고 "요먼 농부", "농장주", 그리고 "보통 사람들"을 우선시하는 미덕에 대한 고집을 의미했다. 그들은 상인, 은행가, 제조업자의 엘리트주의에 적대적이었고, 공장 노동을 불신했으며, 영국의 웨스트민스터 체제 지지자들을 강력히 반대하고 경계했다. 그들은 농부들이 최고의 시민을 만든다고 믿었고, 특히 1803년의 루이지애나 매입과 같이 새롭고 저렴한 농지를 개방하는 것을 환영했다.
이 용어는 일반적으로 알렉산더 해밀턴의 연방당에 반대하여 제퍼슨이 설립한 공식 명칭 "공화당"인 민주공화당을 지칭하는 데 사용되었다. 제퍼슨 시대 초기에 버몬트주와 켄터키주 두 개 주만이 재산 요건을 폐지하여 모든 백인 남성에게 참정권을 부여했다. 그러나 제퍼슨 시대가 끝날 무렵에는 구 북서부의 거의 모든 주를 포함하여 절반 이상의 주가 이를 따랐다. 주들은 이후 대통령 선거에서 백인 남성 유권자들의 인기 투표를 허용하고, 유권자들을 더 현대적인 방식으로 설득하기 시작했다. 제퍼슨의 당은 주 의회와 시청에서부터 백악관에 이르기까지 정부 기구를 완전히 통제하게 되었다.
제퍼슨 민주주의는 민주당의 한 요소로 20세기 초까지 지속되었으며, 잭슨 민주주의의 부상과 윌리엄 제닝스 브라이언의 세 차례 대통령 후보 지명에서 잘 나타난다.

## 입장

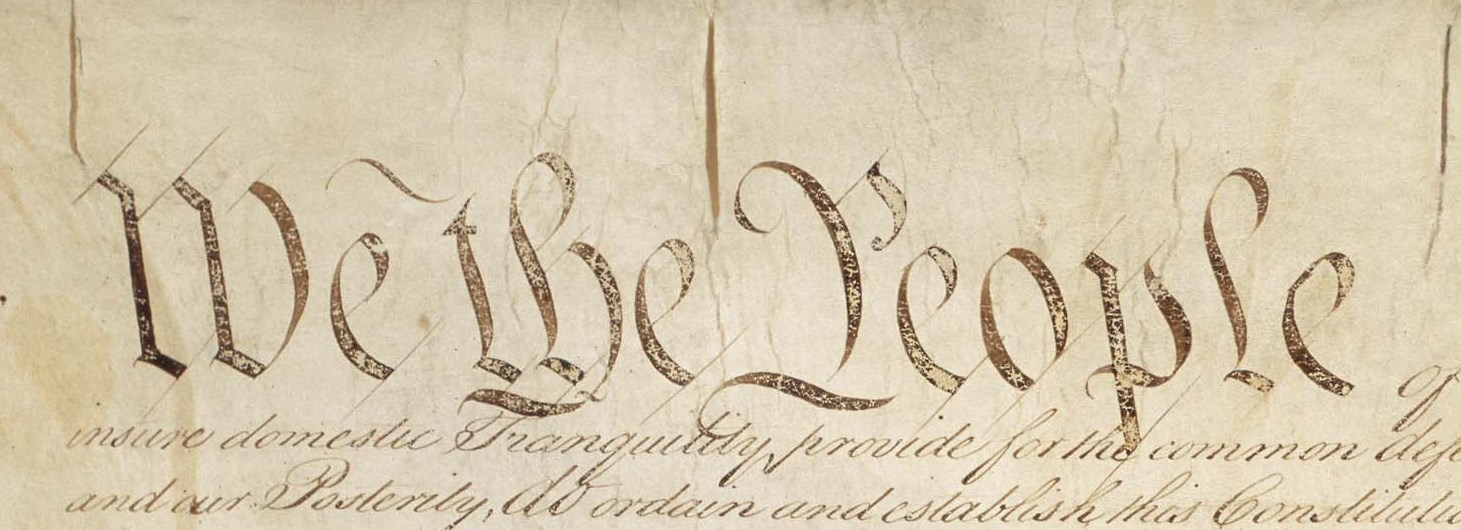
미국의 헌법 원본에 쓰인 "우리 인민"

토머스 제퍼슨은 "건국자들 중 가장 민주적인 인물"로 불려왔다. 제퍼슨주의자들은 연방 정부에 권한을 부여하는 헌법 제1조 조항을 좁게 해석해야 한다고 주장했다. 그들은 재무장관 알렉산더 해밀턴이 이끄는 연방당에 강력히 반대했다. 조지 워싱턴 대통령은 일반적으로 재정적으로 강력한 국가 정부를 위한 해밀턴의 프로그램을 지지했다. 제퍼슨이 "1800년의 혁명"이라고 명명한 1800년 제퍼슨의 당선은 제퍼슨 행정부를 출범시켰고, 대법원을 제외한 연방주의자들을 영구히 몰락시켰다.
제퍼슨 민주주의는 포괄적인 용어이며, 일부 파벌은 특정 입장을 더 선호했다. 원칙적이고 확고한 핵심 신념을 가지고 있었음에도 불구하고, 제퍼슨주의자들은 그들의 신조의 진정한 의미를 놓고 다투는 파벌들을 가지고 있었다. 예를 들어, 1812년 영미 전쟁 동안, 독립적인 주 민병대 부대가 주요 국가에 대항하여 심각한 전쟁을 수행하기에 부적합하다는 것이 분명해졌다. 새로운 육군장관인 제퍼슨주의자 존 캘훈은 육군을 증강할 것을 제안했다. 의회의 대다수 공화당원들의 지지를 받아 캘훈은 자신의 뜻대로 할 수 있었다. 그러나 제퍼슨주의 98 원칙에 충실하다고 주장하는 "구 공화당" 파벌은 그에게 맞서 싸웠고, 스페인이 플로리다를 미국에 매각한 후 육군 규모를 줄였다.
역사가들은 제퍼슨 민주주의가 다음과 같은 핵심 이상을 포함한다고 특징짓는다:
- 미국의 핵심 정치적 가치는 공화주의이다 – 시민은 국가를 돕고, 특히 군주제와 귀족제와 같은 부패에 저항할 시민적 의무가 있다.[6]
- 제퍼슨주의 가치는 조직된 정당을 통해 가장 잘 표현된다. 제퍼슨주의 정당은 공식적으로 "공화당"이었다. 정치학자들은 나중에 에이브러햄 링컨의 공화당과 구별하기 위해 이를 민주공화당이라고 불렀다.[7]
- 시민에게는 투표할 의무가 있었으며, 제퍼슨주의자들은 투표율을 높이기 위해 고안된 많은 현대적인 선거 운동 기술을 개발했다. 실제로 전국적으로 투표율이 급증했다.[8] 제퍼슨의 펜실베이니아 주 대리인인 존 J. 베클리의 작업은 1790년대에 새로운 기준을 세웠다. 1796년 대통령 선거에서 베클리는 주 전역에 대리인들을 배치하여 15명의 모든 선거인을 지명하는 30,000장의 손으로 쓴 투표용지를 배포했다(인쇄된 투표용지는 허용되지 않았다). 역사가들은 베클리를 최초의 미국 전문 선거 운동 관리자 중 한 명으로 간주하며, 그의 기술은 다른 주에서 빠르게 채택되었다.[9]
- 연방당, 특히 그 지도자 알렉산더 해밀턴은 귀족제와 영국식 방법을 받아들였기 때문에 주적이었다.
- 국가 정부는 국민, 국가 또는 공동체의 공동 이익, 보호 및 안보를 위해 세워져야 할 위험한 필수품이다 – 그 권한은 면밀히 감시하고 제한해야 한다. 1787년부터 1788년까지의 대부분의 반연방주의자들은 제퍼슨주의자들과 합류했다.[10]
- 정교분리는 정부가 종교 분쟁에서 벗어나고 종교가 정부의 부패에서 벗어나는 최선의 방법이다.[11]
- 연방 정부는 개인의 권리를 침해해서는 안 된다. 권리장전이 핵심 주제이다.[12]
- 연방 정부는 주의 권리를 침해해서는 안 된다. 1798년의 켄터키 및 버지니아 결의안 (제퍼슨과 제임스 매디슨이 비밀리에 작성)은 이러한 원칙을 선언한다.[13]
- 표현의 자유와 출판의 자유는 정부에 의한 인민의 폭정을 막는 최선의 방법이다. 1798년 외국인 및 선동법을 통해 연방주의자들이 이 자유를 침해한 것은 주요 쟁점이 되었다.[14]
- 요먼 농부는 시민적 미덕과 부패한 도시의 영향으로부터의 독립을 가장 잘 보여준다 – 정부 정책은 그의 이익을 위한 것이어야 한다. 금융가, 은행가, 산업가는 도시를 "부패의 오물통"으로 만들므로 피해야 한다.[15] 농업이 선호되었고 자본주의는 선호되지 않았다.[16]
- 미국 헌법은 국민의 자유를 보장하기 위해 작성되었다. 그러나 제퍼슨이 1789년 제임스 매디슨에게 쓴 것처럼, "어떤 사회도 영구적인 헌법이나 심지어 영구적인 법률을 만들 수 없다. 지구는 항상 살아있는 세대의 것이다."[17]
- 모든 사람은 정보를 얻을 권리가 있으며 따라서 정부에 의견을 제시할 권리가 있다. 인간의 자유를 보호하고 확장하는 것은 제퍼슨주의자들의 주요 목표 중 하나였다. 그들은 또한 각주의 교육 시스템을 개혁했다. 그들은 시민들이 어떤 환경이나 삶의 지위에도 불구하고 교육을 받을 권리가 있다고 믿었다.[18]
- 사법부는 선출된 행정부에 종속되어야 하며, 대법원은 의회가 통과시킨 법률을 무효화할 권한을 가져서는 안 된다. 제퍼슨주의자들은 1801년부터 1835년 사망할 때까지 법원을 장악했던 연방주의자 존 마셜 대법원장에게 이 싸움에서 패배했다.[19]

### 외교 정책
제퍼슨주의자들은 또한 독특한 외교 정책을 가지고 있었다:
- 미국인들은 제퍼슨이 "자유의 제국"이라고 부른 것을 전 세계에 전파할 의무가 있었지만, "복잡한 동맹"은 피해야 했다.[22]
- 영국은 가장 큰 위협이었으며, 특히 그들의 군주제, 귀족주의, 부패 및 사업 방식은 – 1794년 제이 조약이 영국에 너무 유리하여 미국적 가치를 위협했다.[23]
- 프랑스 혁명과 관련하여, 공화주의, 자유, 평등, 박애 원칙에 대한 헌신은 프랑스를 이상적인 유럽 국가로 만들었다. 마이클 하르트에 따르면, "제퍼슨의 프랑스 혁명 지지는 종종 그의 마음속에서 영미주의자들의 군주제에 대한 공화주의의 방어 역할을 한다."[24] 반면에 나폴레옹은 공화주의의 반대편에 있었고 지지할 수 없었다.[25][26]
- 미시시피강의 항해권은 미국의 국익에 매우 중요했다. 스페인의 통제는 용납할 수 있었지만 – 프랑스의 통제는 용납할 수 없었다. 루이지애나 매입은 제퍼슨주의자들이 즉시 이 권리를 보장하기 위해 예상치 못한 기회였다.
- 상비군은 자유에 위험하므로 피해야 한다 – 훨씬 더 나은 방법은 경제적 강제 (예: 통상금지)를 사용하는 것이었다.[27] 1807년 통상금지법 참조.
- 대부분의 제퍼슨주의자들은 값싼 지역 기반의 포함, 부유식 포대, 이동식 해안 포대, 해안 요새가 먼 전쟁에 휘말릴 유혹 없이 항구를 방어할 수 있으므로 고가의 대양 해군이 불필요하다고 주장했다. 그러나 제퍼슨 자신은 지중해에서 바르바리 해적들로부터 미국 선박을 보호하기 위해 몇 척의 호위함을 원했다.[28][29]
- 지역 통제를 받는 비전문 민병대는 국가를 침략으로부터 방어하기에 충분했다. 미영 전쟁에서 민병대가 부적합하다는 것이 입증된 후, 매디슨 대통령은 전쟁 기간 동안 국가군을 확장했다.[30]

### 서부 확장

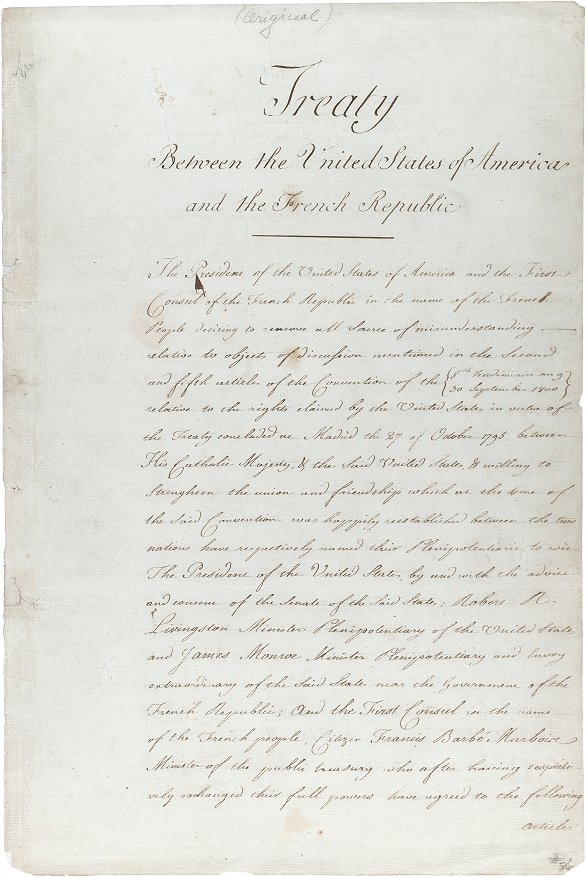
루이지애나 매입 원본 조약

미국의 영토 확장은 제퍼슨주의자들의 주요 목표였는데, 이는 요먼 농민들을 위한 새로운 농지를 만들어낼 것이기 때문이었다. 제퍼슨주의자들은 인디언들을 미국 사회에 통합시키거나, 통합을 거부하는 부족들을 더 서쪽으로 이주시킬 것을 원했다. 그러나 시핸(1974)은 제퍼슨주의자들이 인디언들에 대한 선의에도 불구하고 그들의 잘못된 자비로 인해 독특한 문화를 파괴했다고 주장한다.
제퍼슨주의자들은 1803년 루이지애나 매입에서 프랑스와 맺은 협상에 엄청난 자부심을 느꼈다. 이는 루이지애나에서 몬태나까지 광대한 새로운 비옥한 농지를 열었다. 제퍼슨은 서부를 혼잡한 동부의 사람들이 농장을 소유할 수 있게 해주는 경제적 안전판으로 보았다. 그러나 기존의 뉴잉글랜드 정치 이익은 서부의 성장을 두려워했고, 연방당의 대다수는 매입에 반대했다. 제퍼슨주의자들은 새로운 영토가 농업 상업을 기반으로 하고, 가볍게 통치되며, 자립과 미덕을 장려하는 이상적인 공화주의 사회에 대한 그들의 비전을 유지하는 데 도움이 될 것이라고 생각했다.
제퍼슨주의자들의 꿈은 미국 제국주의 역사에서 전환점이 된 루이지애나 매입으로 인해 실현되지 않았다. 제퍼슨이 동일시했던 농부들은 종종 아메리카 원주민에 대한 폭력을 통해 서부를 정복했다. 제퍼슨 자신은 아메리카 원주민에게 동정적이었지만, 그것이 그들의 토지 몰수 추세를 계속할 정책을 시행하는 것을 막지는 못했다.

### 경제
제퍼슨 농본주의자들은 미국의 경제가 전략적 상품에 대해 산업보다 농업에 더 의존해야 한다고 주장했다. 제퍼슨은 특별히 이렇게 믿었다: "땅에서 일하는 사람들은 신의 선택받은 백성이다. 만약 그에게 선택받은 백성이 있었다면, 그는 그들의 가슴을 실질적이고 진정한 미덕의 특별한 저장소로 만들었다." 그러나 제퍼슨주의의 이상은 모든 제조업에 반대하는 것은 아니며, 오히려 제퍼슨은 모든 사람이 자신의 생계를 위해 일할 권리가 있으며 그 권리를 침해하는 경제 시스템은 용납할 수 없다고 믿었다.
제퍼슨은 산업과 무역의 확장이 수입과 생계를 위해 다른 사람에게 의존하는 임금 노동자 계급의 발전을 가져올 수 있다고 믿었다. 이는 의존적인 유권자를 낳을 것이다. 이러한 믿음은 제퍼슨이 미국인들이 경제적 착취와 정치적 강압의 위험에 처해 있다는 우려를 갖게 했다. 학자 클레이 젠킨슨이 지적했듯이, 제퍼슨의 해결책은 "막대한 부의 축적을 억제하고 일종의 양성적인 하향 재분배를 위한 자금을 마련하는" 누진 소득세와, 주로 부유층이 구매하는 수입품에 대한 관세였다. 1811년에 제퍼슨은 한 친구에게 이렇게 썼다:
이러한 수입은 전적으로 부유층에게서 징수될 것이다. ... 부유층만이 수입품을 사용하며, 이들에게서만 연방 정부의 모든 세금이 징수된다. 가난한 사람은 ... 연방 정부에 단 한 푼의 세금도 내지 않지만, 소금에는 세금을 낸다.

그러나 제퍼슨은 소득세와 소비세가 과도한 세금이 될 것이라고 믿었으며, 1816년 서한에서 다음과 같이 썼다:
... 만약 시스템이 소득을 기반으로 설정되어 있고, 그 규모에 따라 각자로부터 정당한 몫이 이미 징수되었다면, 소비 분야에 진출하여 특정 품목에 세금을 부과하는 것은 ... 동일한 품목에 이중 과세하는 것이다. 이러한 품목이 구매되는 소득 부분이 이미 소득으로 세금을 납부했으므로, 구매한 물건에 대해 또 다른 세금을 납부하는 것은 동일한 것에 대해 두 번 지불하는 것이다. 이는 그러한 품목을 사용하지 않는 사람들을 면제하는 대신 그러한 품목을 사용하는 시민들에게 부당한 처사이며, 모든 시민에게 동등하고 공정한 정의를 행하는 정부의 가장 신성한 의무에 반하는 것이다.
마지막으로, 제퍼슨과 다른 제퍼슨주의자들은 적대적인 외국에 처벌을 가하는 수단으로 통상금지의 힘을 믿었다. 제퍼슨은 전쟁보다 이러한 강압적인 방법을 선호했다.

### 제한된 정부

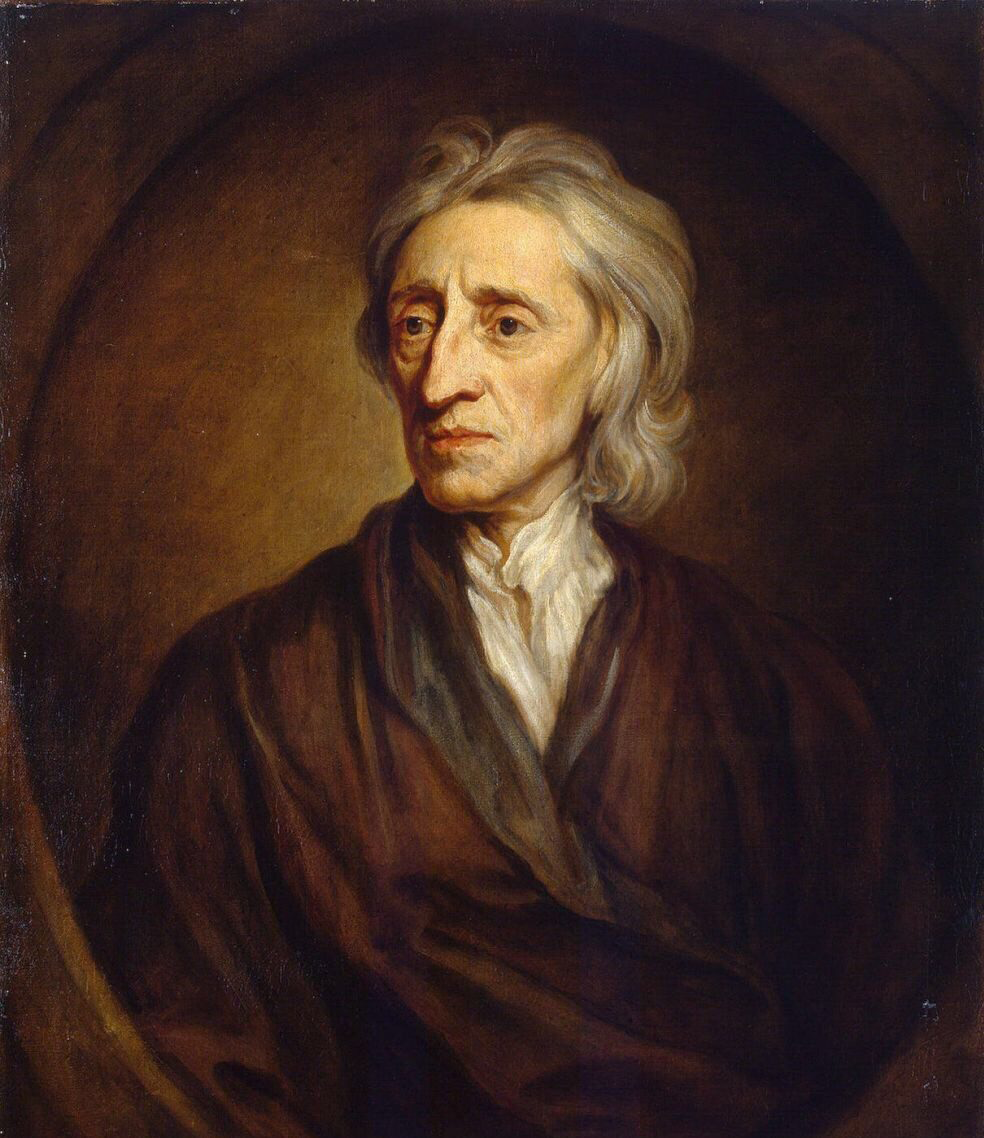
제퍼슨의 제한된 정부에 대한 사상은 17세기 영국 정치철학자 존 로크의 영향을 받았다

연방주의자들이 강력한 중앙 정부를 옹호한 반면, 제퍼슨주의자들은 강력한 주 및 지방 정부와 약한 연방 정부를 주장했다. 자립, 자치, 그리고 개인의 책임은 제퍼슨주의 세계관에서 미국 독립 혁명의 기초를 형성하는 가장 중요한 이상 중 하나였다. 제퍼슨의 의견으로는, 연방 정부는 지역 수준의 개인이 합리적으로 달성할 수 있는 어떤 것도 성취해서는 안 된다. 연방 정부는 오로지 국가 및 국제 프로젝트에만 노력을 집중해야 했다. 제퍼슨의 제한된 정부 옹호는 연방주의자 인물인 알렉산더 해밀턴과 격렬한 불일치를 초래했다. 제퍼슨은 해밀턴이 금권정치와 미국에 강력한 귀족 계층을 창설하는 것을 선호하며, 이는 미국의 정치적, 사회적 질서가 구세계와 구별할 수 없게 될 때까지 점점 더 큰 권력을 축적할 것이라고 느꼈다.
초기 회의론에도 불구하고, 제퍼슨은 미국 헌법 비준을 지지했으며, 특히 견제와 균형에 대한 강조를 지지했다. 권리장전 (미국), 특히 수정헌법 제1조의 비준은 제퍼슨에게 문서에 대한 더 큰 신뢰를 주었다. 제퍼슨주의자들은 헌법 제1조에 기술된 연방 정부 권한에 대한 엄격 해석을 선호했다. 예를 들어, 제퍼슨은 한때 찰스 윌슨 필에게 보낸 편지에서 스미소니언 스타일의 국립 박물관이 훌륭한 자원이 될 것이지만, 그러한 프로젝트를 건설하고 유지하기 위해 연방 기금 사용을 지지할 수 없다고 설명했다. 오늘날의 "엄격 해석주의"는 제퍼슨의 견해의 먼 후손이다.

## 정치와 파벌

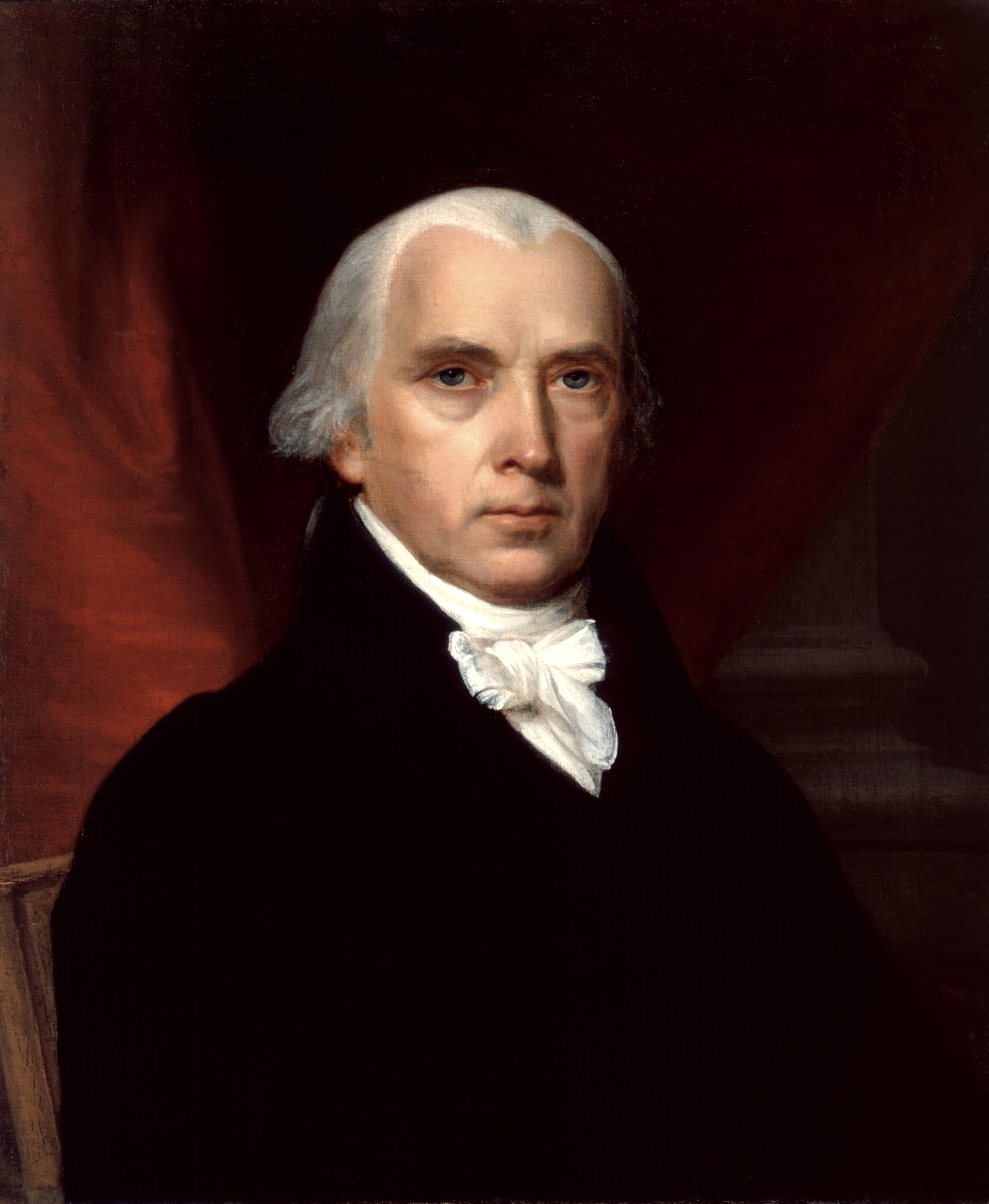
제임스 매디슨

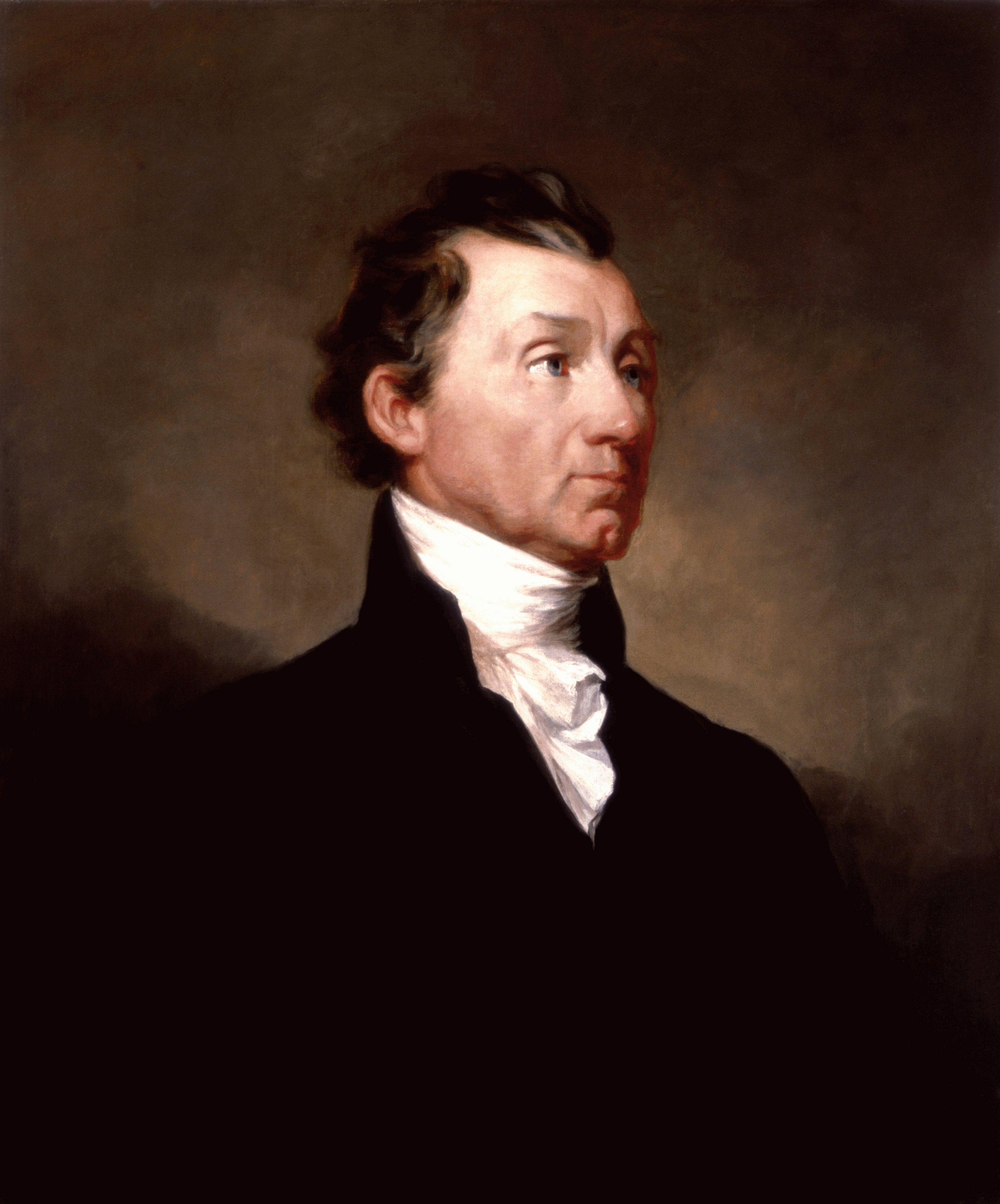
제임스 먼로

제퍼슨 민주주의의 정신은 1800년부터 1824년까지 제1차 정당제 시대에 제퍼슨과 그를 이은 제임스 매디슨, 제임스 먼로 대통령 하에 미국 정치를 지배했다. 제퍼슨주의자들은 연방주의자들보다 다양한 파벌을 통합하는 주 및 지방 정당 조직을 구축하는 데 훨씬 더 성공적이었다. 모든 주의 유권자들은 제퍼슨주의 연합에 충성하는 블록을 형성했다.
제퍼슨주의 원칙의 저명한 대변인으로는 매디슨, 앨버트 갤러틴, 로어노크의 존 랜돌프, 나다니엘 메이콘, 캐롤라인의 존 테일러, 제임스 먼로, 존 캘훈, 존 퀸시 애덤스, 헨리 클레이 시니어가 있었으나, 캘훈, 애덤스, 클레이는 1828년 이후 새로운 길을 추구했다.
랜돌프는 1801년부터 1815년까지 의회에서 제퍼슨주의 지도자였지만, 그는 나중에 제퍼슨과 결별하고 자신의 "테르티움 퀴드스" 파벌을 형성했다. 그는 대통령이 더 이상 1798년의 진정한 제퍼슨주의 원칙을 고수하지 않는다고 생각했기 때문이다. 퀴드스 파벌은 정부와 법원의 연방주의자들을 적극적으로 처벌하고 해고하기를 원했다. 제퍼슨 자신은 연방주의에 훨씬 더 화해적이었던 매디슨과 같은 인물들로 대표되는 온건파에 가담했다.
매디슨 행정부가 미영 전쟁 자금 조달에 심각한 어려움을 겪고 군대와 민병대가 효과적으로 전쟁을 수행할 수 없다는 것을 발견한 후, 더 호전적인 새로운 공화국 민족주의 세대가 등장했다. 이들은 원래 제퍼슨주의자였던 제임스 먼로 대통령의 지지를 받았으며, 존 퀸시 애덤스, 헨리 클레이 시니어, 존 캘훈 등이 포함되었다. 1824년, 애덤스는 퀴드스의 지지를 받은 앤드루 잭슨을 물리쳤다. 그리고 몇 년 안에 두 개의 후계 정당이 나타났다. 하나는 민주당으로, 잭슨 민주주의를 형성했으며 여전히 존재한다. 다른 하나는 헨리 클레이의 휘그당이었다. 이들의 경쟁은 제2 정당 체제를 특징지었다.
1830년 이후에도 그 원칙들은 여전히 논의되었지만 더 이상 정당의 기초를 형성하지 못했다. 그리하여 편집자 호러스 그릴리는 1838년에 "제퍼슨 민주주의의 핵심 원칙, 즉 인민이 정부를 지시하는 모든 권력, 원칙, 의견의 유일하고 안전한 저장소라는 사실에 대한 실질적인 존중을 보여줄 것"이라고 말하는 잡지인 '제퍼슨주의자'를 창간했다.
프랭클린 D. 루스벨트 대통령은 자신의 뉴딜이 제퍼슨주의적이라고 선언했으며, 1943년에 이러한 주장을 강화하기 위해 제퍼슨 기념관을 건설했다. 그는 1932년 선거 운동에서 이렇게 주장했다. "제퍼슨은 재산권 행사가 개인의 권리를 심각하게 침해할 수 있음을 깨달았다. 따라서 재산권이 존재할 수 없는 정부는 개인주의를 파괴하는 것이 아니라 보호하기 위해 개입해야 한다." 반면에, 로널드 레이건과 같은 작은 정부 보수주의자들은 강력한 중앙 정부에 대한 제퍼슨주의적 반대를 칭송했다.

## 제퍼슨과 제퍼슨주의 원칙
제퍼슨 민주주의는 한 사람의 작업이 아니었다. 그것은 많은 지역 및 주 지도자와 다양한 파벌을 가진 중요한 정당이었고, 그들은 항상 제퍼슨이나 서로와 의견이 일치하지 않았다.
제퍼슨은 그의 반대자들로부터 모순적이라는 비난을 받았다. "구 공화당원"들은 제퍼슨이 1798년의 원칙을 포기했다고 말했다. 제퍼슨은 국가 안보 문제가 너무 시급하여 헌법 개정을 기다리지 않고 루이지애나를 매입하는 것이 필요하다고 믿었다. 제퍼슨은 침해적으로 시행된 1807년 통상금지법을 통해 연방 권력을 확대했다. 제퍼슨은 신사 농장주임에도 불구하고 "요먼 농부"를 이상화했다. 수많은 역사가들은 제퍼슨의 철학과 실제 사이의 불일치를 지적했다. 스탈로프는 그것이 그가 원시 낭만주의자였기 때문이라고 제안했고, 존 퀸시 애덤스는 그것이 순수한 위선, 즉 "원칙의 유연성"의 발현이라고 주장했으며, 베일린은 그것이 단순히 제퍼슨과의 모순을 나타낸다고 주장했다. 즉, 그가 "동시에 급진적인 유토피아적 이상주의자이자 냉철하고, 능숙하며, 때로는 교활한 정치인"이었다는 것이다. 그러나 젠킨슨은 제퍼슨의 개인적인 실패가 오늘날의 사상가들이 제퍼슨주의적 이상을 무시하는 데 영향을 미쳐서는 안 된다고 주장했다.
민주주의에 반대했던 유럽 귀족 퀸헬트레딘은 제퍼슨이 민주주의자가 아니라 엘리트 지배를 믿었기 때문에 "제퍼슨 민주주의"라는 용어는 잘못된 명칭이라고 주장한다: "제퍼슨은 실제로 인격과 지성의 엘리트가 통치하는 공화국을 꿈꾸는 농본주의적 낭만주의자였다."
역사가 션 윌렌츠는 실용적인 정치인으로서 인민을 섬기기 위해 선출된 제퍼슨이 추상적인 입장을 고집하는 대신 해결책을 협상해야 했다고 주장한다. 윌렌츠는 그 결과가 "평범하고 근면한 미국인들의 기회를 확대하는 것부터 원칙적인 전쟁 회피에 이르기까지 이상을 추구하는 예측 불가능한 사건에 대한 유연한 대응"이었다고 주장한다.

역사가들은 오랫동안 제퍼슨과 해밀턴의 대결을 미국 정치, 정치 철학, 경제 정책, 그리고 미래 방향의 상징적인 것으로 묘사해 왔다. 2010년, 윌렌츠는 해밀턴에게 유리한 학문적 경향을 확인했다: 
최근 몇 년 동안 해밀턴과 그의 명성은 현대 자유주의 자본주의 경제와 활기찬 행정부가 이끄는 역동적인 연방 정부의 선구적인 건축가로 묘사하는 학자들 사이에서 확실히 주도권을 잡았다. 반대로 제퍼슨과 그의 동맹자들은 순진하고 몽상적인 이상주의자로 비쳐졌다. 많은 역사가들에 따르면, 제퍼슨주의자들은 기껏해야 아메리카를 요먼 농민들의 아르카디아로 만들기를 바라며 자본주의적 현대화의 급류에 저항하는 반동적인 유토피아주의자들이었다. 최악의 경우, 그들은 서부에서 인디언을 제거하고 노예 제국을 확장하며 정치 권력을 지역 수중에 두기를 원하는 노예 제도를 지지하는 인종차별주의자들이었다. 이 모든 것은 노예 제도를 확장하고 노예 소유주의 인적 재산 소유권을 보호하는 데 더 유리했다.
조지프 엘리스는 20세기 전환기에 일어난 도시화와 산업화 발전이 제퍼슨의 농업적 꿈을 대부분 무의미하게 만들었다고 썼다.
제퍼슨은 1801년 3월 4일 첫 취임 연설에서 "우리 정부의 본질적인 원칙, 그리고 따라서 정부 행정을 형성해야 할 원칙"에 대해 설명하며 정부의 필수 원칙을 요약했다:
모든 사람에게, 어떤 신분이나 신념, 종교적 또는 정치적인 것에 관계없이, 동등하고 정확한 정의; 모든 국가와 평화, 상업, 그리고 정직한 우정, 어떤 복잡한 동맹도 맺지 않음; 국내 문제에 가장 유능한 행정부이자 반공화주의적 경향에 대한 가장 확실한 방벽으로서 주 정부의 모든 권리에 대한 지지; 국내 평화와 해외 안전의 기초로서 연방 정부의 완전한 헌법적 활력 보존; 국민의 선거권에 대한 질투심 어린 주의...; 다수의 결정에 대한 절대적 동의...잘 훈련된 민병대, 평화시와 정규군이 그들을 대신할 전쟁 초기에 가장 신뢰할 수 있는 것; 군사 권위에 대한 민간 권위의 우월성; 공공 비용의 절약, 그리하여 노동이 가볍게 부담되도록 함; 우리의 부채에 대한 정직한 지불과 공공 신뢰의 신성한 보존; 농업의 장려와 그 조력자로서의 상업; 정보의 확산과 모든 남용의 공공 이성의 심판대에 대한 고발; 종교의 자유; 언론의 자유, 그리고 인신보호 영장의 보호 하에 있는 개인의 자유, 그리고 공정하게 선정된 배심원에 의한 재판.

## 같이 보기
- 농본주의
- 19세기 미국의 선거 운동
- 반연방주의
- 토머스 제퍼슨의 저술 목록
- 고전적 자유주의
- 고전 공화주의
- 분권화
- 민주공화당 (미국)
- 분배주의
- 연방 공화주의
- 제1차 정당제
- 잭슨 민주주의
- 미국의 자유주의
- 미국의 자유지상주의
- 미국의 현대 자유주의
- 미국의 공화주의
- 미국의 노예제

## 더 읽어보기
- Banning, Lance. The Jeffersonian Persuasion: Evolution of a Party Ideology (1978) online
- Banning, Lance. "Jeffersonian Ideology Revisited: Liberal and Classical Ideas in the New American Republic," William and Mary Quarterly (1986) 43#1 pp. 3–19 in JSTOR
- Beard, Charles A. "Some Economic Origins of Jeffersonian Democracy." American Historical Review 19#2 (1914): pp. 282–298; Summary of his famous book; in JSTOR
- Brown; Stuart Gerry. The First Republicans: Political Philosophy and Public Policy in the Party of Jefferson and Madison (1954) online 보관됨 2011-11-23 - 웨이백 머신
- Cunningham, Noble E. The Jeffersonian Republicans in power; party operations, 1801–1809 (1963) online
- Elkins, Stanley M. and Eric L. McKitrick. The Age of Federalism: The Early American Republic, 1788–1800 (1995), the standard political history of the 1790s online
- Freeman, Joanne B. et al. eds. Jeffersonians in Power : The Rhetoric of Opposition Meets the Realities of Governing (University of Virginia Press, 2019)
- Hendrickson, David C. and Robert W. Tucker. Empire of Liberty: The Statecraft of Thomas Jefferson (1990); His foreign policy
- Jefferson, Thomas. "The Jeffersonian cyclopedia: a ...". topical compendium of Jefferson's statements and quotes
- Jenkinson, Clay S. Becoming Jefferson's People: Re-Inventing the American Republic in the Twenty-First Century. Reno: Marmouth Press, 2004
- Katz, Claudio J. "Thomas Jefferson's Liberal Anticapitalism." American Journal of Political Science 47.1 (2003): 1-17. online

- McCoy, Drew R. The elusive Republic : political economy in Jeffersonian America (1982) online
- Matthews, Richard K. The radical politics of Thomas Jefferson: A revisionist view (UP of Kansas, 1984) onlinw.

- Onuf, Peter, ed. Jeffersonian legacies (1993) online
- Parrington, Vernon. Main Currents in American Thought (1927) v 2 online
- Pasley, Jeff. The Tyranny of Printers. The Tyranny of Printers : Jeffrey L. Pasley ISBN 978-0813921778
- Peterson, Merrill D. The Jefferson Image in the American Mind (1960) online

- Robinson, William A. Jeffersonian democracy in New England (Yale U.P. 1916) online
- Taylor, Jeff. Where Did the Party Go?: William Jennings Bryan, Hubert Humphrey, and the Jeffersonian Legacy (2006).
- White, Leonard. The Jeffersonians, 1801–1829: A Study in Administrative History (1951) comprehensive coverage of all cabinet and federal executive agencies and their main activities. online
- Wilentz, Sean. The Rise of American Democracy: Jefferson to Lincoln (2005), comprehensive political history, 1800–1865.
- Wilentz, Sean. "Jeffersonian democracy and the origins of political antislavery in the United States: The Missouri crisis revisited." Journal of the Historical Society 4#3 (2004): pp. 375–401.
- Wiltse, Charles Maurice. The Jeffersonian Tradition in American Democracy (1935) online
- Wiltse, Charles M. "Jeffersonian Democracy: a Dual Tradition." American Political Science Review (1934) 28#05 pp. 838–851. in JSTOR
- Wood, Gordon S. The American Revolution: A History. New York: The Modern Library, 2002.
- ––––. Empire of Liberty: A History of the Early Republic, 1789–1815. Oxford University Press, 2009.
- Wright, Benjamin F. "The Philosopher of Jeffersonian Democracy." American Political Science Review 22#4 (1928): pp. 870–892. in JSTOR

### 역사학
- Cogliano, Francis D. ed. A Companion to Thomas Jefferson (2012), 648 pp; 34 essays by scholars focusing on how historians have handled Jefferson. online
- Robertson, Andrew W. "Afterword: Reconceptualizing Jeffersonian Democracy," Journal of the Early Republic (2013) 33#2 pp. 317–334 on recent voting studies online